# Sonia Petrovna
Sonia Petrovna (ur. 13 stycznia 1952 w Paryżu) – francuska tancerka i aktorka, znana z występów w balecie, operze, teatrze, filmie i telewizji.
W wieku od 6 do 14 lat uczyła się tańca w Balecie Opery Paryskiej (Ballet de l'Opéra de Paris) i występowała na zaproszenie Rolanda Petita w różnych produkcjach baletowych. Jej najbardziej znane wczesne role aktorskie to Vanina Abati w La prima notte di quiete, gdzie grała wraz Alainem Delonem oraz księżniczka Sophie w Ludwigu gdzie grała wraz z Romy Schneider, Helmutem Bergerem i Johnem Moulderem Brownem – obie produkcje z 1972 roku.

## Filmografia
Najbardziej znane filmy z udziałem Soni Petrovnej:
- 1992 Znak władzy Il Segno del comando (film telewizyjny);
- 1990 The Fatal Image (film telewizyjny) jako Contancia;
- 1989 La Casa del sortilegio (film telewizyjny);
- 1989 Obbligo di giocare jako Zugzwang;
- 1988 Le Prime foglie d'autunno;
- 1985 D'Annunzio, jako Maria Cruyllas di Gravina;
- 1984 Nie do publikacji Not for Publication, Angelique;
- 1978 Flashing Lights, jako Matka Monique;
- 1974 Amore, jako Marina;
- 1974 Di mamma non ce n'è una sola, jako Renee;
- 1972 Pierwsza spokojna noc La prima notte di quiete jako Vanina Abati;
- 1972 Ludwig, jako Sophie;
- 1954 The Edge of Night (serial 1954–1984) jako Martine Duval;
- 1951 Search for Tomorrow (serial 1951–1986) jako Renatta Corelli Sutton.